# DNŠ Prevalje
Društvo nogometna šola Prevalje hoặc đơn giản DNŠ Prevalje là một câu lạc bộ bóng đá Slovenia thi đấu ở thị trấn Prevalje. Hiện tại đội bóng thi đấu ở Giải bóng đá hạng ba quốc gia Slovenia với tên gọi Korotan Prevalje. Câu lạc bộ được thành lập năm 2002 sau sự tan rã của NK Korotan Prevalje, một câu lạc bộ đã giải thể trong mùa giải Giải bóng đá vô địch quốc gia Slovenia 2002–03, vì nợ tài chính quá lớn. Danh hiệu và thành tích của hai câu lạc bộ sẽ giữ riêng biệt một cách hợp pháp theo Hiệp hội bóng đá Slovenia.

## Danh hiệu
- Giải bóng đá hạng tư quốc gia Slovenia: 1

2015–16
- Giải bóng đá hạng năm quốc gia Slovenia: 1

2013–14
- Giải bóng đá hạng sáu quốc gia Slovenia: 1

2007–08
- MNZ Maribor Cup: 2

2016–17, 2017–18